# Stella Pokrzywińska

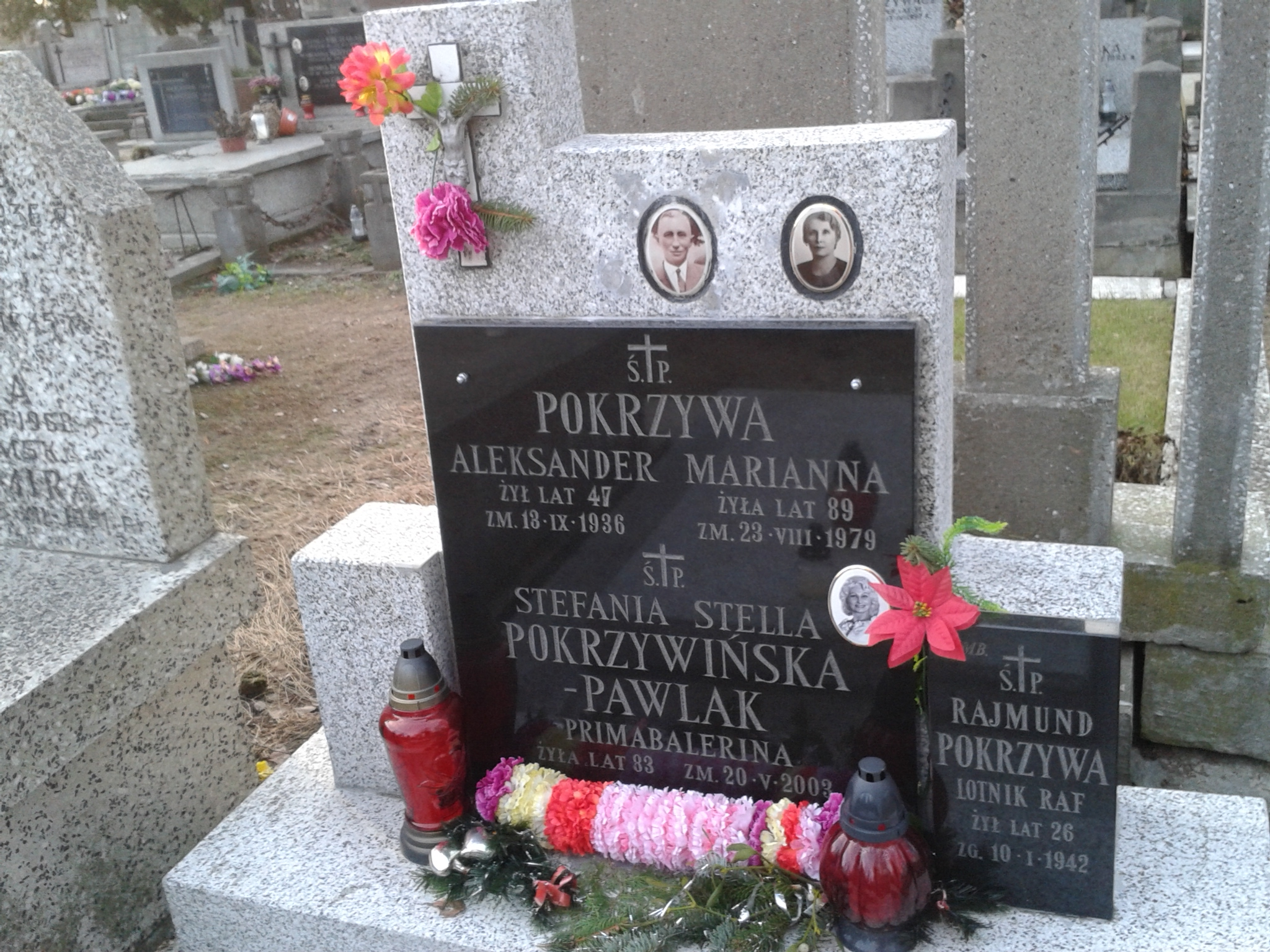
Grób Stelli Pokrzywińskiej na cmentarzu Bródnowskim

Stella Pokrzywińska-Pawlak wł. Stefania Pawlak z domu Pokrzywa (ur. 13 maja 1920 w Warszawie, zm. 20 maja 2003 tamże) – polska tancerka baletowa, primabalerina Opery Poznańskiej i Bałtyckiej, choreograf.
Karierę zaczęła na deskach warszawskiego Teatru Wielkiego, a następnie w corps de ballet Polskiego Baletu Reprezentacyjnego. Podczas Międzynarodowego Konkursu Tańca w Brukseli w 1939 zdobyła drugie miejsce. Po 1945 kontynuowała karierę w Teatrze Wielkim, w 1950 razem z Leonem Wójcikowskim przeniosła się do Opery Poznańskiej. Tam debiutowała 26 listopada 1950 w operze Trzy balety. Równolegle występowała również w Operze Bałtyckiej i Bydgoskiej. W późniejszych latach była choreografem zarówno w Operze Poznańskiej jak i Bydgoskiej. W międzyczasie była kierownikiem sekcji baletowej, pedagogiem i choreografem w łódzkim Teatrze Muzycznym. Współpracowała również z Estradą Poznańską, telewizją i instytucjami filmowymi. Pod kierunkiem Leona Wójcikowskiego stworzyła choreografię do filmu Warszawska premiera.
Została pochowana na cmentarzu Bródnowskim (kw. 47K-III-12)